# محمد توحیدی
محمّد توحیدی (انگلیسی: Mohammad Tawhidi؛ زادهٔ ۱۹۸۲/۱۹۸۳ (۴۱–۴۲ سال)) روحانی نوگرای شیعهٔ عراقی‌الاصل، ساکن استرالیا و متولد ایران است که ریاست انجمن اسلامی استرالیای جنوبی را بر عهده دارد. او برای گفته‌هایی که به باور برخی اسلام‌هراسانه هستند مورد توجه رسانه‌ها قرار گرفت. برخی نیز او را به همدستی با سیاست‌های راست تندرو در استرالیا محکوم کرده‌اند. توحیدی از ژانویه ۲۰۱۶ نویسندهٔ ستونی در هاف‌پست است. پس از اینکه توحیدی داوطلب شد تا از فرماندار سابق جاکارتا در دادگاه کفرگویی دفاع کند، از سوی بنیادگرایان اسلامی در اندونزی تهدید به مرگ شد.
توحیدی از خود با عنوان «امام صلح» (به انگلیسی: Imam of Peace) یاد می‌کند، ولی منتقدانش به او لقب «شیخ تقلبی استرالیا» (به انگلیسی: Australia's fake sheikh) داده‌اند و می‌گویند او در میان مسلمانان پیروان چندانی ندارد. توحیدی از شاگردان سید صادق حسینی شیرازی است. مدرک وی توسط جامعةالمصطفی رد شده است.